# Cyril Bos
Cyril Bos (Mont-Saint-Aignan, 26 de septiembre de 1972) es un deportista francés que compitió en ciclismo en las modalidades de pista, especialista en la prueba de persecución por equipos, y ruta.
Ganó tres medallas en el Campeonato Mundial de Ciclismo en Pista entre los años 1996 y 2000.
Participó en los Juegos Olímpicos de Sídney 2000, ocupando el cuarto lugar en la prueba de persecución por equipos.

## Medallero internacional
| Campeonato Mundial | Campeonato Mundial       | Campeonato Mundial | Campeonato Mundial      |
| Año                | Lugar                    | Medalla            | Competición             |
| ------------------ | ------------------------ | ------------------ | ----------------------- |
| 1996               | Mánchester (Reino Unido) | Medalla de plata   | Persecución por equipos |
| 1999               | Berlín (Alemania)        | Medalla de plata   | Persecución por equipos |
| 2000               | Mánchester (Reino Unido) | Medalla de bronce  | Persecución por equipos |